# Leptogenys pusilla
Leptogenys pusilla är en myrart som först beskrevs av Carlo Emery 1890.  Leptogenys pusilla ingår i släktet Leptogenys och familjen myror.

## Underarter
Arten delas in i följande underarter:
- L. p. panamana
- L. p. pusilla

## Bildgalleri

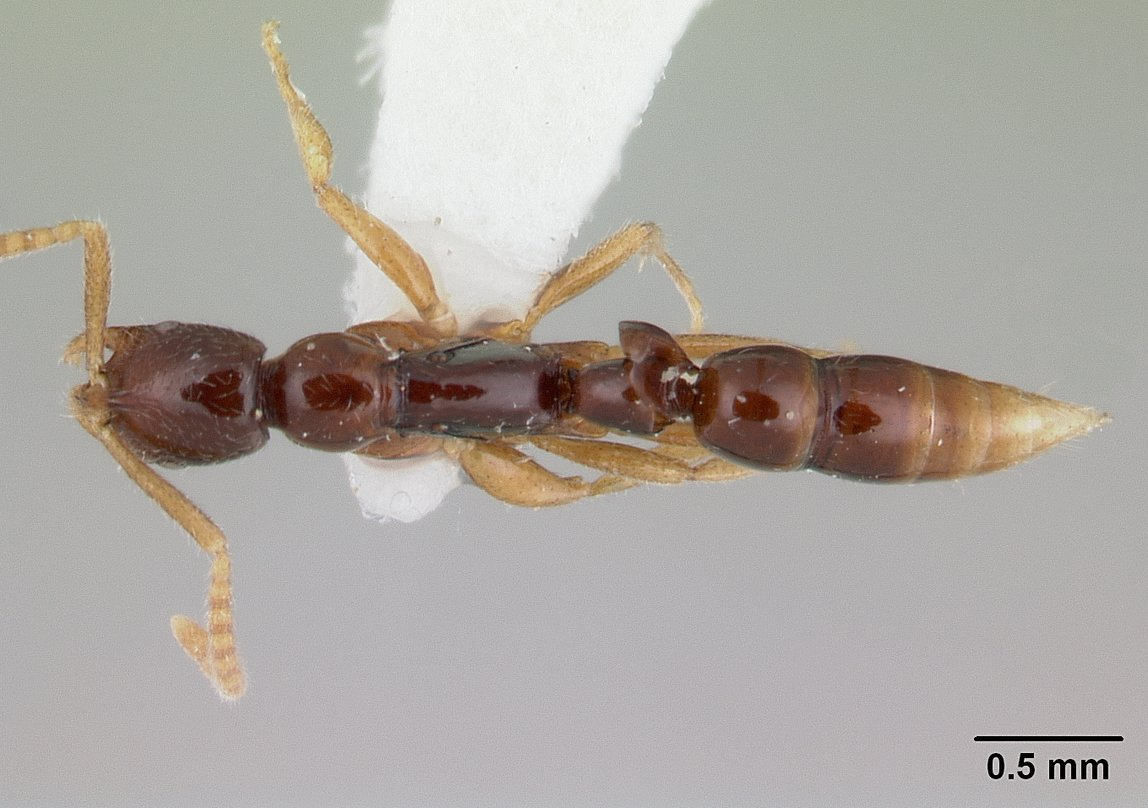
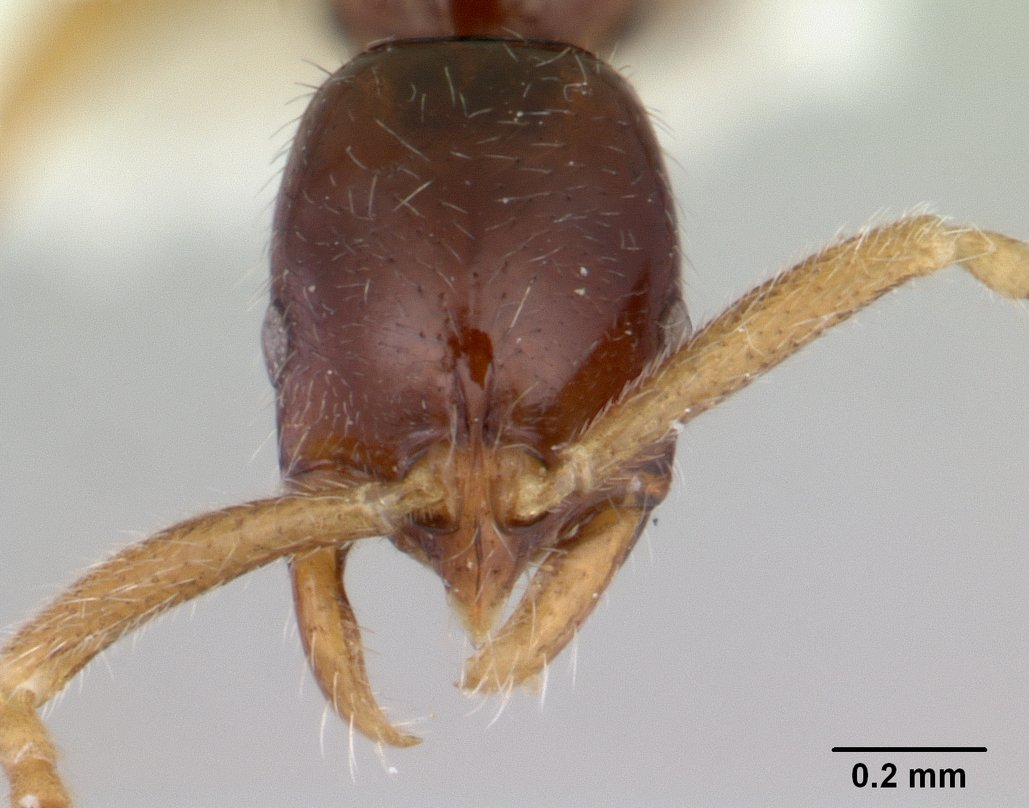
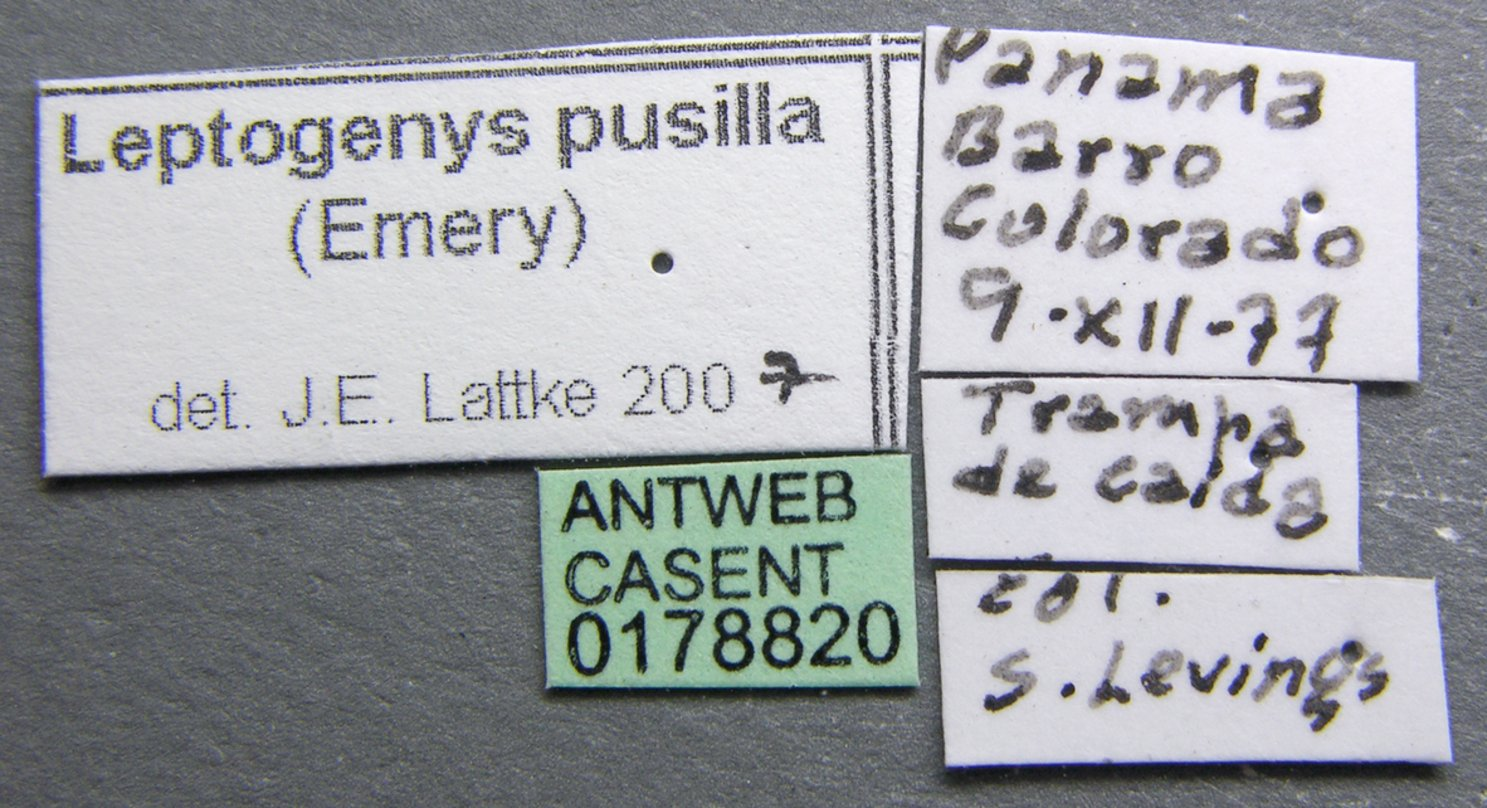
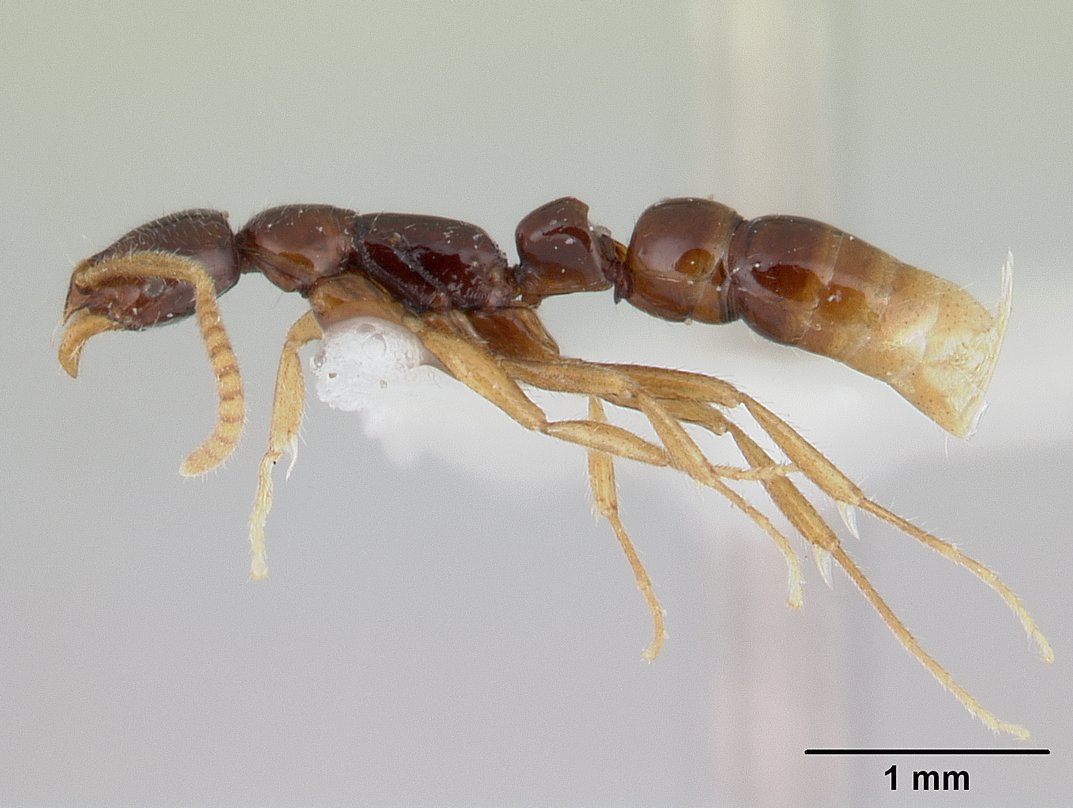